# Kieselbronn
Kieselbronn – miejscowość i gmina w Niemczech, w kraju związkowym Badenia-Wirtembergia, w rejencji Karlsruhe, w regionie Nordschwarzwald, w powiecie Enz, wchodzi w skład związku gmin Neulingen. Leży ok. 6 km na północny wschód od Pforzheim, przy drodze krajowej B294 i autostradzie A8.

## Współpraca
Miejscowości partnerskie:
- Bernin, Francja
- Heyersdorf, Turyngia